# Suède au Concours Eurovision de la chanson 1973
La Suède a participé au Concours Eurovision de la chanson 1973 le 7 avril à Luxembourg. C'est la 14e participation de la Suède au Concours Eurovision de la chanson.
Le pays est représenté par le duo Nova — également appelé Nova & The Dolls, « The Dolls » (« Les poupées ») faisant référence aux choristes —, et la chanson You're Summer, sélectionnés par Sveriges Radio (SR) au moyen du Melodifestivalen 1973.

## Sélection

### Melodifestivalen 1973
Le radiodiffuseur suédois, Sveriges Radio, organise la 13e édition du Melodifestivalen, pour sélectionner la chanson et l'artiste représentant la Suède au Concours Eurovision de la chanson 1973,,.
La finale nationale suédoise, présentée par Alicia Lundberg (sv), a lieu le 10 février 1973 à la Maison de la Télévision (sv) (TV-huset) à Stockholm.

#### Finale
Dix chansons ont été interprétées par différents artistes, toutes en suédois, langue nationale de la Suède.
Plusieurs participants au Melodifestivalen 1973 ont déjà ou représenteront la Suède à l'Eurovision : Lill-Babs (1961) ; Claes-Göran Hederström (1968) ; ABBA (Björn, Benny, Agnetha & Annifrid) (1974) ; Lars Berghagen (1975) ; Ted Gärdestad (1979).
| Ordre | Artiste                                 | Chanson                            | Traduction                                 | Points | Place |
| ----- | --------------------------------------- | ---------------------------------- | ------------------------------------------ | ------ | ----- |
| 1     | Lars Berghagen                          | Ding-dong (sv)                     | –                                          | 3      | 7     |
| 2     | Ted Gärdestad                           | Oh, vilken härlig dag (en)         | Oh, quel jour adorable                     | 7      | 4     |
| 3     | Inga-Lill Nilsson (sv)                  | En frusen ros                      | Une rose gelée                             | 0      | 9     |
| 4     | Björn, Benny, Agnetha & Annifrid        | Ring ring (bara du slog en signal) | – (si seulement t'avais appelé)            | 8      | 3     |
| 5     | Glenmarks (sv)                          | En liten sång som alla andra       | Une petite chanson comme toutes les autres | 7      | 4     |
| 6     | Kerstin Aulén (sv) et Mona Wessman (en) | Helledudane, en sån karl           | Quel homme ce Helledudane                  | 0      | 9     |
| 7     | Claes-Göran Hederström                  | Historien om en vän                | L'histoire d'un ami                        | 1      | 8     |
| 8     | Lill-Babs                               | Avsked från en vän                 | L'adieu d'un ami                           | 7      | 4     |
| 9     | Malta                                   | Sommar'n som aldrig säger nej      | L'été qui ne dit jamais non                | 37     | 1     |
| 10    | Ann-Kristin Hedmark (sv)                | I våran värld                      | Dans notre monde                           | 29     | 2     |

Lors de cette sélection, c'est la chanson You're Summer interprétée par Malta qui fut choisie,. 
Le duo Malta a dû être renommé « Nova » pour ne pas le confondre avec le pays de Malte, malgré le fait que le pays ne participait pas cette année. Il est également appelé Nova & The Dolls lors de l'Eurovision 1973, « The Dolls » (« Les poupées ») faisant référence aux choristes.
Le chef d'orchestre sélectionné pour la Suède à l'Eurovision 1973 est Monica Dominique (en).

## À l'Eurovision
Chaque pays a un jury de deux personnes. Chaque juré attribue entre 1 et 5 points à chaque chanson.

### Points attribués par la Suède
| 9 points | Royaume-Uni                   |
| 8 points | Luxembourg                    |
| 7 points | Espagne Finlande              |
| 6 points | Allemagne Israël              |
| 5 points | France Irlande Italie         |
| 4 points | Monaco                        |
| 3 points | Norvège Pays-Bas Suisse       |
| 2 points | Belgique Portugal Yougoslavie |

### Points attribués à la Suède
| 10 points                                        | 9 points                       | 8 points             | 7 points                | 6 points                              |
| ------------------------------------------------ | ------------------------------ | -------------------- | ----------------------- | ------------------------------------- |
|                                                  | - Suisse                       | - Finlande - Norvège | - Espagne - Royaume-Uni | - Luxembourg - Pays-Bas - Yougoslavie |
| 5 points                                         | 4 points                       | 3 points             | 2 points                |                                       |
| - Allemagne - Irlande - Israël - Italie - Monaco | - Belgique - France - Portugal |                      |                         |                                       |

Nova interprète You're Summer en douzième position lors de la soirée du concours, suivant le Luxembourg — pays remportant le concours par la suite — et précédant les Pays-Bas.
Au terme du vote final, la Suède termine 5e sur les 17 pays participants, ayant reçu 94 points au total,.